# Тртник
Тртник (словен. Trtnik) — поселення в общині Толмин, Регіон Горишка, Словенія. Висота над рівнем моря: 655,8 м.